# 佛牌

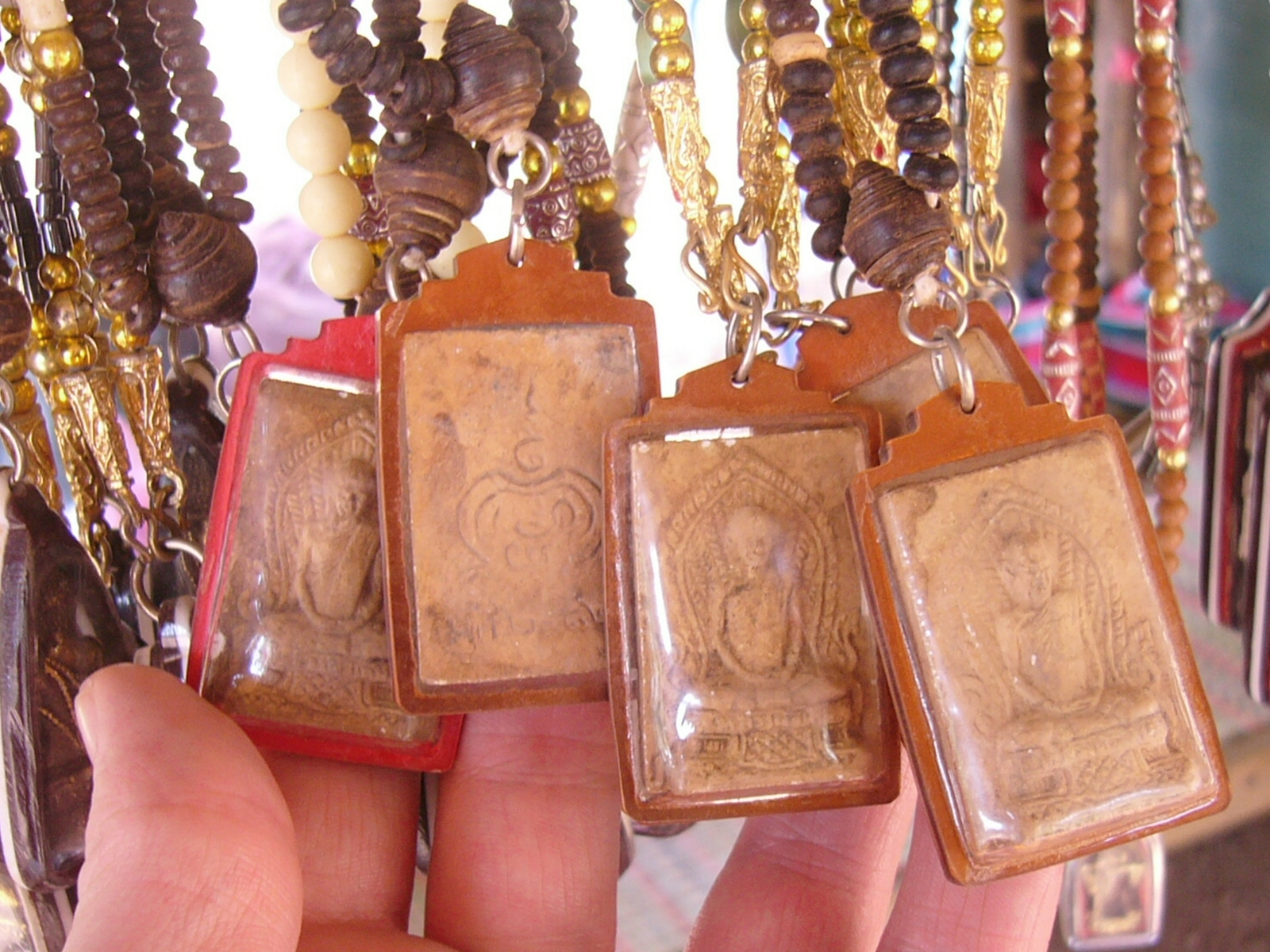
包著純防水殼的自身佛牌

佛牌（RTGS：phrakhrueang），又可稱作「南傳聖物」，起源於千年前的泰國，之後開始流傳於東南亞各地，成為了現在上座部佛教（又稱南傳佛教）信徒的护身符。信徒認為只要配戴佛牌，就能擁有神明以及師父的庇佑與祝福。它的存在也为南傳佛教的传播做出了很重要的贡献。在中国，也有很多人佩戴佛牌，大多为了祈求財運、成功、姻緣。

## 佛牌歷史
關於佛牌起源有許多說法，但因為歷史已久，正確的起源早已經不可考。
第一種說法：古時泰國戰爭連連，僧侶們為保存佛法，使得佛教文化可以延續下去，同時也是為了讓信眾能夠方便禮佛，因此特意在泥土中加上一些經粉、花粉、金屬等材料，最後再把佛的模樣雕刻在泥土上，從而製作成我們現在所看到的泰國佛牌的雛形，然後對其誦經加持，再埋在佛塔中，使得其可以流傳下去。
第二種說法，传说有位泰国的高官，信奉佛教，家里有座大佛像，每日都会虔诚祭拜。泰国某地区发生旱灾，泰國國王心急如焚，派高官去治理灾害。高官由于特别笃信佛教，想要把佛像一块带往灾区，苦于佛像太大，无法搬移。晚上，高官做梦，梦见佛像让他用寺庙里的泥土以他的模样做成一个牌子挂于颈间，就能保佑灾区人们平安。到了灾区以后，高官诚心诵读佛经以保佑灾区人民，果真灾区的情况逐渐好转。后来，高官年事已高，告老还乡，便把佛牌赠与國王，以保佑国家太平安康。高官四处游佛，并继续制作佛牌，佛牌就以这种方式步入人们的生活，并一直流传下来。
泰國最古老的佛牌經考據可以追溯至一千年前深受緬甸孟族文化影響的駭黎朋猜王國（位於現今泰北清邁府南方之南奔府附近），佛牌最初是僧侶為出征戰士祈福、增加勇氣信念及提高作戰能力而製作的聖物，通過對佛的信仰，期能使得參戰將士蒙獲神佛護體而刀槍不入，避免在戰鬥中遭受傷亡；其他更多不同形式的佛牌大約從素可泰王朝開始出現，經過大城王朝、吞武里王朝直至卻克里王朝（曼谷王朝）。另據泰國考古研究發現，早在曼谷時代以前的古老村落或宮院王府的遺址，從未發現留有任何佛像的痕跡，換言之，傳統泰族視佛為神聖之物，只宜供奉在寺廟裡，不該迎入常人家宅院落，此特點與現代泰人對於持有佛像的觀念顯然不同；曼谷王朝一世皇通鑾在位期間，曾在泰北各地蒐集佛像，但均供奉在佛寺裡，不曾迎入皇宮和家宅，繼至三世皇策陀博丁時代，泰人不將佛像供奉於家中的信仰及習俗仍未改變，直至四世皇蒙固即位後，此種信仰才逐漸產生變化。其因蒙固國王曾經出家為僧長達27年，於西元1851年登基繼承王位後，致力提倡科學，重視藝術及喜愛古玩，致開啟古文物蒐藏風氣，使得原先僅被放置在各地古寺中的大小佛像、神像及供具等聖物被大量運至曼谷，催化促成古佛進宮或入屋的現象發生。自此佛像除具供奉膜拜的宗教作用外，另產生了古玩的世俗價值，益發助長古佛像、古佛具及古佛牌之收藏風氣，並逐漸擴散普及到民間各個階層。

## 製作
佛牌是泰國佛教及民間信仰盛行的一種信仰膜拜聖物，指的是一種模制小型佛像，是從古印度石板塔腹內置放聖物裝藏風俗演變而來，早期以凹型模具填入聖土、花粉、草藥、經書灰、舍利、穀物粉等材質，用手工壓制成型再脫模晾乾而成，稱之「粉牌」，現今除了粉牌之外，還有以金屬壓模製成的「金屬牌」。
在製成過程須經過不斷的誦經及加持，並經過開光儀式方能成為膜拜護身聖物。開光過程必須嚴格按照宗教儀節進行，須由經過灌頂、閉關修行過的高僧，在執事的主持下共同完成開光請佛安住的法事活動。開光後的佛牌有的直接置放佛塔地庫或供奉在寺廟、佛堂，或由信徒供請隨身配掛成為佛牌。

## 种类
泰国的法相分为五个等级，分別是佛、阿羅漢、天神、仙人、仙獸五個等級。根据法相，又会有不同种类和级别的佛牌。泰國人民深信不同神靈的賜福能量與專長職掌有別，因此不同的佛牌具有不同的神效（例如避險、招財、趨鬼、鎮煞、增人緣或防小人等），各有獨自的特色及功能，泰國政府及民眾公認具有歷史意義及神蹟傳說的佛牌。非神佛法相類的聖物，稱爲“冠蘭”，常見如巴拉吉、滅魔刀等。
現今泰國市面流通佛牌的種類繁多且形式各異，佛牌上所塑造的圖像除佛陀法相外，亦有天神、靈獸、精靈鬼怪、神話或歷史人物、高僧或法師自身像，甚至五世王朱拉隆功或九世王蒲美蓬御像等皆有製成「佛牌」。
常見佛牌：崇笛(Phra Somdej)、药师佛、必打(又譯必達、掩面佛、Phra Pidta）、四面神、象神、拉胡、魯士(Lersi)、坤平(Phra Khun Pean)、除舊老人(又譯徐祝老人）、古曼、蝴蝶牌、派古漫坤平
廣義的佛牌聖物，不僅指用於隨身佩戴的物件，亦可包括用於供奉、陳列擺設的神像，稱爲供奉型、供奉尊。

## 正牌和陰牌
佛牌皆屬於正牌,另一種比較特殊是陰牌，差異在於製作的材料是否使用到「陰料」，以及製作時所使用的法門。所謂陰料是指「陰屬性的材料」，比如屍油、上吊繩、骨灰等等…但是泰國人基本不戴陰牌「而市面上所謂的陰牌幾乎都是假牌或商業玩具牌」泰國真正的陰牌其實非常少。
正牌主要是泰国寺庙里僧人製作，也有白衣阿赞在製作佛牌，多是用天然的材料製作，少數會使用「淨化過的陰料」製作，如在台灣有名的「派古曼粉」便是淨化過的陰料之代表。
而僧人製作佛牌的目的，多半是為建廟、做公益等事募集資金，且同時造福信奉者。現今只有寺庙有售，早期因為佛牌來源很多，且多不可信，因此出現許多以詐財為目的的商業假牌，為此泰國政府規定只有寺廟以及具公證的佛牌市場可以販售佛牌。

## 相關文化
泰國人民深信不同神靈的賜福能量與專長職掌有別，因此不同的佛牌具有不同的神效（例如避險、招財、趨鬼、鎮煞、增人緣或防小人等），各有獨自的特色及功能。
經查閱泰國133年郵政史料發現，2004年6月20日郵政公司首次以“Phra Khrueang Benchaphakhi”（พระเครื่องเบญจภาคี）為題發行一組五枚套票（面值均為9泰銖）向世人介紹泰國特有之佛牌聖物。2005年6月19日又以“Phra Yot Khunphon”（พระยอดขุนพล）為題發行郵票，仍是一組五枚，面值均為9泰銖，再次宣揚泰國佛牌文化。“Benchaphakhi”（เบญจภาคี）一字係源於巴利文（古錫蘭文），其中“Bencha”（เบญจ）意為「五」，“phakhi”（ภาคี）則為「成員」之意，此一專有名詞已轉借成為「五大佛牌」之泰文語義，表示「五大粉質泥塑窰燒佛牌」：「南帕雅」（พระนางพญา）、「頌扣」（พระกำแพงซุ้มกอ）、「崇迪」（พระสมเด็จ）、「帕洛」（พระรอด）、「朋素攀」（พระผงสุพรรณ），及「五大鉛錫合金鑄造佛牌」：「Phra Ruang Lang Rang Puen」（พระร่วงหลังรางปืน）、「Phra Hu Yan」（พระหูยาน）、「Phra Chinnarat Bai Sema」（พระชินราชใบเสมา）、「Phra Mahesuan」（พระมเหศวร）、「Phra Tha Kradan」（พระท่ากระดาน）等。
泰國郵政公司於2011年11月11日以「一套五名受尊敬的僧侣纪念章」（ชุดพระเบญจภาคีเหรียญเกจิอาจารย์）為主題發行一組五枚郵票（面額均為9泰銖）確認金屬材質的「高僧自身像牌」在「佛牌」中的地位。
泰國佛牌被賦予擋險、避災、鎮煞、助人緣及招財運的祈福聖物，體積雖小，但在泰民心中的功能卻巨大無比，舉凡佛像開光、聖塔裝藏、護身還願、驅邪袪病等都需要請用佛牌助陣。泰國佛教徒通過佛牌形式，將對美好未來的嚮往、幸福生活的追求及人身安全的保障等期待，全部寄託在「小而神」的佛牌，因此泰語有句俗諺：「照顧好你的佛牌，佛牌就會照顧好你」（หมั่นบูชาพระของท่าน พระจะคุ้มครองท่านเอง），用以表達對神佛的崇拜和敬仰，並藉以闡釋和宣傳佛教教義。千百年來，佛牌對於泰族人民的生活方式、習俗、心態及信仰等面向，均跨域及跨文化產生具體而微的深刻影響，其所發揮的價值與貢獻實無法量化觀之，已成為泰國佛教信仰中最特殊的標誌性聖物。

## 傳奇

### 阿贊多與崇迪牌
約佛曆2382年，据说一天阿赞多正在禅定，听到其师父的声音说：「明天日出很特别，早起到海边看日出吧！」阿赞多大师便跑到海边去，当时天还未亮，但东边发出一道白光，慢慢变作一尊全身发著白色光的佛像，呈现在东边的海面上，阿赞多大师高兴至流下眼泪，这尊像太阳般的佛像，一定會带来幸福平安，然后叩拜离开。这样阿赞多便开始將所見的的法相制作成佛牌，也就是現今的「崇迪佛」。

## 禁忌
佩戴佛牌是有一些禁忌，但許多禁忌都是華人誤解訛傳而來，以下是未經考證的配戴禁忌。
1. 佛牌佩戴如有 神、佛、師父自身最好高于腰部，不得低于腰部，但如冠蘭聖物並沒有如此禁忌，如人緣鳥佛牌。
2. 在佩戴期间，禁止进行性行为，以示尊敬。
3. 正牌、陰牌不可同時配戴，且也不能放置同處。
4. 未經考證僅供參考：除以上之外，佛牌佩戴的个数以配重为佳，是因為要讓佛牌左右重量能夠平衡。[需要較佳来源]

### 腳註
1. ↑  楊俊業，揭開泰國佛牌神秘面紗－聖物探秘，VISION THAI看見泰國，2016，第22期，第33頁
2. ↑  楊俊業，揭開泰國佛牌神秘面紗－聖物探秘，VISION THAI看見泰國，2016，第22期，第28-43頁

### 其他
- 泰國佛牌實錄  － 鴻飛 （页面存档备份，存于）著
- 泰國佛牌實錄 2 － 鴻飛 （页面存档备份，存于）著
- 楊俊業，揭開泰國佛牌神秘面紗－聖物探秘，VISION THAI 看見泰國雜誌第22期